# William L. Jungers
William L. Jungers, (17. listopadu 1948 – ? 2023) byl americký antropolog a vedoucí oddělení anatomických věd State University of New York at Stony Brook na Long Islandu v New Yorku. Známá je především jeho práce v oboru biomechaniky pohybu primátů po dvou nohou, mezi jinými i studie 3,4 milionu let staré kostry Lucy (druh Australopithecus afarensis),, nebo 6,1–5,8 milionů let starý Millenium Man (Orrorin tugenensis). Velkou část své kariéry věnoval také studiu lemurů na ostrově Madagaskar, zejména pozůstatkům vyhynulých obřích forem jako byl Megaladapis. Velkou pozornost si získaly jeho analýzy pozůstatků hominida Homo floresiensis, o nichž na základě studia kostí ramene,, zápěstí, a chodidel usoudil, že se jedná o nový objevený druh hominida.

## Počátky
Jungers se narodil ve městě Palacios v Texasu, a v tomto kraji také strávil část svého dětství. Po střední škole studoval na Oberlin College, kde se zabýval především liberální politickou a společenskou kulturou 60. let 20. století. Roku 1976 získal titul PhD v oboru antropologie na Michiganské univerzitě. Krátce nato získal místo v oddělení anatomických věd State University of New York at Stony Brook.

## Vědecká činnost
Jungers je odborníkem v oboru biomechaniky a evoluce primátů. Studoval částečně fosilizované kostry vyhynulých lemurů, zejména dopady jejich izolace na ostrově Madagaskar, kde neměli žádné přirozené nepřátele, a jejich další vývoj vedoucí k neobvyklé různorodosti v jejich morfologii i chování. Také se zajímal o pohyb hominidů po dvou nohou a jejich svalová i kosterní omezení a o působení jevu zvaného ostrovní nanismus na jedince uvažovaného druhu Homo floresiensis. Je autorem více než sta odborných článků publikovaných v recenzovaných časopisech na téma vztahu mezi formou a funkcí u mnoha druhů primátů, současných i vyhynulých.

## Osobní život
William Jungers je rozvedený a jeho dvě dospělé děti žijí na Long Islandu v New Yorku.

## Ocenění
- Alfred P. Sloan Scholar, Oberlin College (1966–1970)
- Comfort-Starr Award in Sociology-Anthropology, Oberlin College (1970)
- Danforth Foundation Graduate Fellow (1971–1975)
- Rackham Graduate School Fellowship, University of Michigan (1976)
- Aescupalius Award in Recognition of Outstanding Teaching, Stony Brook University (1994)
- Dean’s Award for Excellence in Graduate Mentoring, Stony Brook University (2002)
- Excellence in Teaching Award – SOM (1986, 1990, 1992, 1994, 2000, 2001, 2003, 2004)
- President’s Award for Excellence in Teaching (2006–2007)
- Chancellor’s Award for Excellence in Teaching (2006–2007)